# Sørøya
Sørøya (em lapão setentrional:  Sállan) é uma ilha da Noruega. É, com 811,4 km2 a quarta maior ilha norueguesa. Está dividida entre os municípios de Hasvik e Hammerfest. É conhecida como uma das mais belas ilhas do pais.
A ilha é rodeada pelo mar da Noruega a norte pelo Sørøysundet a sul. Do outro lado do Sørøysundet há três grandes ilhas: Stjernøya, Seiland e Kvaløya. Sørøya só é acessível por via marítima pois não dispõe de túnel ou ponte. Há ligações por ferry até  Hasvik e Øksfjord.
Em 2012 a ilha tinha 1092 habitantes.